# Association de la noblesse du royaume de Belgique
L'Association de la noblesse du royaume de Belgique (ANRB) est une association sans but lucratif (asbl) créée en 1937.

## Fondation
L'Association a été fondée pour assurer le maintien du patrimoine moral acquis par la noblesse, la défense des intérêts communs et l'aide aux membres en difficulté. Tous les membres de la noblesse belge sont invités à y adhérer.
Un an après sa création, l'Association comptait déjà 1 200 membres. Depuis lors, leur nombre n'a cessé d'augmenter pour atteindre 16 000 membres.

## Buts
L'objectif principal de l'association est de défendre, promouvoir et transmettre aux générations futures un certain nombre de valeurs comme l'honneur, la loyauté et la reconnaissance à l'égard d'autrui, le désir d'excellence, le service aux autres, le sens de la pérennité et le souci de l'avenir, l'esprit de famille et la courtoisie.

## Activités
Pour réaliser ses objectifs, l'association a, entre autres, mis en place les activités suivantes au profit de ses membres:
- une association pour l'entraide,
- des bourses d'études,
- un 'Club des Jeunes',
- le soutien à des projets humanitaires, dans le cadre du Fonds Keingiaert de Gheluvelt[2],
- l'aide à l'emploi,
- l'organisation de conférences,
- des publications périodiques,
- une bibliothèque[3], un service iconographique et une commission d'histoire et d'héraldique,
- des activités organisées par les comités provinciaux,
- des contacts avec des associations nobiliaires actives dans d'autres pays.

L'association demeure une initiative privée, sans liens avec les instances officielles telles que le Conseil de noblesse (ancien Conseil héraldique) de Belgique, les services de la noblesse (ministère des Affaires étrangères) ou la Commission consultative pour les faveurs nobiliaires.

## Publications
- Bulletin de l'Association, trimestriel
- La circulaire, mensuel
- Livre des usages et coutumes de la noblesse (3ième édition), Tradition & Vie, Bruxelles 1963
- Passeport pour le monde, passeport de savoir-vivre à l'usage des jeunes, Bruxelles, 2012
- Tradition et modernité, contribution à l'élaboration d'un art de vivre de notre temps, Bruxelles, 2012.

## Présidents
- Prince Félix de Merode
- Prince Louis de Merode
- Prince Amaury de Merode
- Comte Jean d'Ursel
- Baron Charles Papeians de Morchoven
- Comte de Liedekerke Beaufort
- Comte Reynald Moretus Plantin de Bouchout (nl)
- Baron Bernard Snoy (2008-2016)
- Comte Bernard de Hemptinne[4] (2016-2021)
- Baron Frans van Daele (2021-    )

## Secrétaires généraux
- Baron Ernest de Jamblinne de Meux
- Baron Michel della Faille d'Huysse
- Comte Henri de Beauffort
- Baron Henry d'Anethan
- Chevalier Marc de Schoutheete de Tervarent
- Olivier Cardon de Lichtbuer (2022-    )